# Solomon Thomas
Pour les articles homonymes, voir Thomas.
(en) Statistiques sur pro-football-reference
Solomon Christopher Thomas, né le 20 août 1995 à Chicago, est un sportif professionnel américain de football américain jouant au poste de defensive end dans la National Football League (NFL) depuis la saison 2017 et pour la franchise des Cowboys de Dallas depuis 2025.
Thomas est sélectionné en 3e choix global lors du premier tour de la draft 2017 de la NFL par les 49ers de San Francisco,. avec qui il signe le 28 juillet 2017, son contrat rookie de 4 ans pour un montant de 28,14 millions de dollars.
Il rejoint ensuite les Raiders de Las Vegas (Saison 2021 de la NFL|2021), les Jets de New York (2022-2024) puis signe le 12 mars 2025, contrat de deux ans pour un montant de 8 millions de dollars avec les Cowboys de Dallas.
Au niveau universitaire, il a joué pour le Cardinal de l'université Stanford pendant trois saisons au sein la NCAA Division I FBS (2014-2016, statut redshirt en 2014). En 2016, il y remporte le Sun Bowl dont il est désigné MVP et se voit décerner le Morris Trophy (en). Il est également sélectionné dans la première équipe de la conférence Pacific-12 et dans la troisième équipe All-American.

## Statistiques
| Année              | Équipe                 | MJ  |                | Plaquages      | Plaquages      | Plaquages      | Plaquages      |                | Interceptions  | Interceptions  | Interceptions | Interceptions |  | Fumbles | Fumbles |
| Année              | Équipe                 | MJ  | Total          | Seul           | Ast.           | Sacks          | Nb.            | Yards          | Déf.           | TD             | Nb.           | Rec.          |  |         |         |
| 2017               | 49ers de San Francisco | 14  | 41             | 34             | 07             | 3,0            | 0              | 0              | 0              | 0              | 0             | 1             |  |         |         |
| 2018               | 49ers de San Francisco | 16  | 31             | 24             | 07             | 1,0            | 0              | 0              | 0              | 0              | 0             | 0             |  |         |         |
| 2019               | 49ers de San Francisco | 16  | 21             | 04             | 06             | 2,0            | 0              | 0              | 0              | 0              | 0             | 0             |  |         |         |
| 2020               | 49ers de San Francisco | 02  | 02             | 0              | 02             | 0,0            | 0              | 0              | 0              | 0              | 0             | 0             |  |         |         |
| 2021               | Raiders de Las Vegas   | 17  | 34             | 17             | 17             | 3,5            | 0              | 0              | 2              | 0              | 2             | 0             |  |         |         |
| 2022               | Jets de New York       | 17  | 26             | 13             | 13             | 5,0            | 0              | 0              | 0              | 0              | 0             | 0             |  |         |         |
| 2023               | Jets de New York       | 17  | 31             | 15             | 16             | 5,0            | 0              | 0              | 1              | 0              | 0             | 0             |  |         |         |
| 2024               | Jets de New York       | 11  | 18             | 09             | 09             | 2,5            | 0              | 0              | 1              | 0              | 1             | 0             |  |         |         |
| 2025               | Cowboys de Dallas      | ?   | Saison à venir | Saison à venir | Saison à venir | Saison à venir | Saison à venir | Saison à venir | Saison à venir | Saison à venir | ?             | ?             |  |         |         |
| Totaux en carrière | Totaux en carrière     | 110 | 204            | 127            | 77             | 17,5           | 0              | 0              | 4              | 0              | 2             | 1             |  |         |         |

| Année              | Équipe                 | MJ |       | Plaquages | Plaquages | Plaquages | Plaquages |       | Interceptions | Interceptions | Interceptions | Interceptions |  | Fumbles | Fumbles |
| Année              | Équipe                 | MJ | Total | Seul      | Ast.      | Sacks     | Nb.       | Yards | Déf.          | TD            | Nb.           | Rec.          |  |         |         |
| 2019               | 49ers de San Francisco | 3  | 4     | 4         | 0         | 1,0       | 0         | 0     | 0             | 0             | 0             | 0             |  |         |         |
| 2021               | Raiders de Las Vegas   | 1  | 1     | 1         | 0         | 0,0       | 0         | 0     | 0             | 0             | 0             | 0             |  |         |         |
| Totaux en carrière | Totaux en carrière     | 4  | 5     | 5         | 0         | 1,0       | 0         | 0     | 0             | 0             | 0             | 0             |  |         |         |

## Palmarès
- Vainqueur du Sun Bowl 2016 ;
- Désigné MVP du Sun Bowl 2016 ;
- Vainqueur du Morris Trophy (en) 2016 ;
- Sélectionné dans la 3e équipe All-American 2016 ;
- Sélectionné dans la 1re équipe de la conférence Pacific-12.